# Itamari
Itamari est une municipalité de l'État de Bahia au Brésil.
Sa population était estimée à 8 781 habitants en 2009 et elle s'étend sur 131,469 km2.
Elle appartient à la Microrégion d'Ilhéus-Itabuna dans la Mésorégion du Sud de Bahia.